# سندواوکی
سندواوکی (به لهستانی:  Sędławki) یک روستا در لهستان است که در گمینا بارتوشتسه واقع شده‌است.